# سید علی داماد
سید علی تبریزی (زاده ح.۱۲۶۰ ه.ق. - درگذشته ۱۳۳۶ ه.ق.) ملقب به سید علی داماد از مشروطه‌خواهان اهل ایران است.

## نام و عنوان
سید علی تبریزی که به علت اینکه داماد محمدحسن ممقانی است وی را سید علی داماد می‌گویند در حدود سال ۱۲۶۰ ق متولد شد.

## اساتید
سید علی در نیمه دوم قرن ۱۳ راهی نجف شد و در درس کسانی چون سیدحسین کوهکمری، هادی تهرانی، میرزا حبیب‌الله رشتی و محمد حسن ممقانی حاضر شد و به درجه اجتهاد رسید. همچنین آخوند خراسانی از دیگر اساتید وی است.

## در مشروطه
آعلی تبریزی از فقها و مراجع تقلید عصر قاجار است و رساله علمیه اش در سال ۱۳۲۱ق چاپ شده او که به طرفداری از مشروطه پرداخت در زمان استبداد صغیر به همراه میرزا احمدخان عمارلویی و عده‌ای دیگر برای تقویت مجاهدین تبریز و ستارخان و باقرخان راهی جبهه‌های نبرد شد.

## در جنگ جهانی اول
در زمان جنگ جهانی اول و اشغال عراق توسط انگلستان سید علی داماد یکی از رهبران اصلی جهادی علیه متجازوان و انگلیس بود.

## درگذشت
وی عاقبت در ۲۲ صفر سال ۱۳۳۶ ق درگذشت و در ایوان العلمای صحن حضرت علی و نزدیک قبر ملاصدرا به خاک سپرده شد.

## تالیفات
از آثار وی می‌توان تقریرات در اصول و انوار الهیه در رجال و درایه و مصباح الظلام در فقه را یاد کرد.

## فرزندان
از فرزندان سید علی داماد می‌توان سید مرتضی، سید حسین و سید جواد (ساکن تهران) را ذکر نمود.